# 动态语言运行时
动态语言运行时（Dynamic Language Runtime，DLR）是微軟構架於CLR之上的一組服務集合，可提供下列功能：
- 動態類型系統，以分享給所有使用DLR服務的語言。
- 動態方法分派
- 動態產生代碼
- Hosting API

DLR被用來在.NET Framework上實作如Python和Ruby等動態語言。DLR服務目前已經使用在IronRuby（Ruby的.NET實作）和即將釋出的IronPython 2.0。同時Microsoft也計畫使用在Visual Basic .NET 10.0與Managed JScript（ECMAScript 3.0）上。
要讓多種動態語言實作能共享同樣的系統，它應該要能很容易地讓這些實作相互溝通。舉例來說，它應該要讓動態語言能使用以其他動態語言撰寫的函式庫。另外，Hosting API允許能與靜態語言，如C#，相互操作。

## 源由
Microsoft DLR最早是由Microsoft在MIX 2007上公開。DLR代碼目前仍未正式釋出，只存在於IronPython的庫（Repository）裡面。Microsoft計畫在IronPython 2.0釋出的同時，釋出DLR第一個可用的版本。